# Lulu (루 리드와 메탈리카의 음반)
《Lulu》는 싱어송라이터 루 리드와 헤비메탈 밴드 메탈리카의 콜라보레이션 음반이다. 이 프로젝트의 컨셉은 루 리드와 메탈리카가 2009년 로큰롤 명예의 전당 25주년 기념 콘서트에서 같이 연주하게 될 당시에 시작되었다.
가사는 주로 루 리드가, 작곡은 루 리드와 메탈리카가 담당했고, 백 보컬은 제임스 헷필드가 맡았다. 한국 라이센스반에는 평론가 한경석이 쓴 평론이 별지로 첨부되어 있다.

## 배경
독일의 극작가 프랑크 베데킨트의 오페라 작품 《룰루》를 배경으로 하고 있으며, ‘Lulu’는 극에 등장하는 여자 주인공 이름이다.

## 싱글 발매
- The View - 2011년 9월 27일

## 수록곡
전체 작사: 루 리드. 전체 작곡: 루 리드, 메탈리카
| #  | 제목                 | 재생 시간 |
| -- | -------------------- | --------- |
| 1. | 〈Brandenburg Gate〉 | 4:19      |
| 2. | 〈The View〉         | 5:17      |
| 3. | 〈Pumping Blood〉    | 7:24      |
| 4. | 〈Mistress Dread〉   | 6:51      |
| 5. | 〈Iced Honey〉       | 4:36      |
| 6. | 〈Cheat on Me〉      | 11:26     |

| #   | 제목            | 재생 시간 |
| --- | --------------- | --------- |
| 7.  | 〈Frustration〉 | 8:34      |
| 8.  | 〈Little Dog〉  | 8:01      |
| 9.  | 〈Dragon〉      | 11:08     |
| 10. | 〈Junior Dad〉  | 19:29     |

## 참여
이 목록은 해당 앨범의 부클릿에서 발췌하였다.
| 밴드 - 루 리드 - 기타, continuum, 리드 보컬 - 제임스 헷필드 - 백 보컬, 리듬 기타, 리드 기타(10) - 커크 해밋 - 리드 기타 - 로버트 트루히요 - 베이스 - 라스 울리히 - 드럼 참여 음악인 - 세라 캘훈(Sarth Calhoun) – 일렉트로닉스 - 제니 샤인먼(Jenny Scheinman) – 바이올린, 비올라, 현악 편곡 - 게이브 위처Gabe Witcher) – 바이올린 - 메건 굴드Megan Gould) – 바이올린 - 론 로런스(Ron Lawrence) – 비올라 - 머리카 휴스(Marika Hughes) – 첼로 - 울리히 마이스(Ulrich Maiss) – 첼로(7, 8) - 롭 와서먼(Rob Wasserman) – Electric upright bass(10) - 제시카 트로이(Jessica Troy) – 비올라(10) | 스탭 - 루 리드, 메탈리카, 핼 윌너(Hal Willner), 그레그 피덜먼(Greg Fidelman) - 프로듀서 - 짐 몬티(Jim Monti, 댄 몬티(Dan Monti), 세라 린 킬리언(Sara Lynn Killion), 켄트 맷키(Kent Matcke) - 녹음 - 그레그 피덜먼(Sunset Sound) - 믹싱 - 제프 닐(Geoff Neal) - 보조 - 린지 체이스(Lindsay Chase) - 믹싱 코디네이터 - 블라도 멜레르(Vlado Meller)(Masterdisk NYC) - 마스터링 - 안톤 코르베인 - 아티스트 사진 - 데이비드 터너(David Turner), 터너 더크워스(Turner Duckworth) - 컨셉, 디자인 - 스탠 뮤질렉(Stan Musilek) - 사진 |

## 참조
- 루 리드 공식 홈페이지
- 메탈리카 공식 홈페이지